# ارتش سایبری ایران
ارتش سایبری ایران (به انگلیسی: Iranian Cyber Army) نامی است که افراد گمنامی برای فعالیت‌های سایبری خود روی اینترنت به کار می‌برند. دربارهٔ این گروه اطلاعات چندانی در دسترس نیست، اما برخی منابع احتمال وابستگی آن به دولت ایران یا سپاه سایبری را مطرح کرده‌اند. این ارتش به چندین وب سایت آمریکایی، عربستانی و چینی و همچنین وبگاه‌های حامی جنبش سبز و سایت رسمی دانشگاه وزارت نفت عربستان حمله کرده‌است. به علاوه گزارش‌هایی از هدف قرارگرفتن دیپلماتهای ایرانی همچون محمد جواد ظریف، حسین فریدون و عبدالرسول دری اصفهانی توسط این ارتش ثبت شده‌است.
غلامرضا سلیمانی، رئیس سازمان بسیج مستضعفین، روز شنبه ۱۶ شهریور سال ۱۳۹۸ گفت که سازمان موسوم به بسیج مستضعفین برای حضور سازمان یافته جوانان انقلابی در فضای مجازی، ۱۰۰۰ گردان سایبری ساماندهی شده‌است. در همین سال نیز، رئیس سازمان فضای مجازی بسیج هدف سازمان بسیج را استفاده از ۸۰ هزار بسیجی برای سازماندهی فضای مجازی عنوان کرده‌است. در آبان ۹۹، فرمانده سپاه محمد رسول‌الله تهران اعلام کرد که لشکر سایبری سپاه تهران متشکل از ۱۴۴ گردان سایبری در فضای مجازی است.

## تاریخچه
طرح تشکیل ارتش سایبری ایران از سال ۸۴ در سپاه مطرح شد، اما با افزایش تبلیغات علیه دولت نهم در اجرای آن تسریع به عمل آمد. مدتی بعد گروهی بسیار وسیع تشکیل شد که تعداد اعضای آن از چند نام بسیار فراتر می‌رفت.
به گزارش «Defense Tech»، مؤسسهٔ نظامی و امنیتی ایالات متحده آمریکا، ایران با استناد به آمار دریافتی از سازمان اطلاعات آمریکا جزء پنج کشور دارای قوی‌ترین نیروی سایبری است. این مؤسسه با تأکید بر اینکه ارتش سایبری ایران زیرمجموعه تیم رصد سایبری سپاه است، بودجه آن را ۷۶ میلیون دلار اعلام کرد. این مؤسسه همچنین تعداد نیروهای این ارتش را حدوداً ۲۴۰۰ نفر و ۱۲۰۰ نفر ذخیره برآورد کرده بود.

## وبگاه‌های هک شده

### موج سبز آزادی
روز ۲۵ آذر ۱۳۸۸ وبگاه موج سبز آزادی هک شد. به گزارش عصر ایران این سایت از مجموعه سایت‌های حامی اصلاح طلبان و میر حسین موسوی و مهدی کروبی است که پس از دهمین دورهٔ انتخابات ریاست جمهوری آغاز به کار کرده بود؛ بنابراین گزارش به هنگام مراجعه به این سایت صفحه‌ای مشکی ظاهر می‌شود که روی آن به انگلیسی نوشته شده‌است: 
این سایت از سوی ارتش سایبری ایران هک شده‌است.
زیر این پیام پرچمی سبز با شعار قرمز «یا حسین علیه السلام» به چشم می‌خورد که زیر آن شعری هم نوشته شده‌است.

### توییتر
صبح روز جمعه، ۲۷ آذر ۱۳۸۸ به وقت ایران امکان دسترسی به وبگاه توییتر در برخی از نقاط دنیا قطع شد و کاربران به جای سایت اصلی به پیامی با ترجمهٔ ضعیف به زبان انگلیسی تغییر مسیر داده‌شدند که ترجمه آن چنین است:
آمریکا فکر می‌کند که دارد اینترنت را با دسترسی‌اش کنترل و مدیریت می‌کند، اما این‌طور نیست؛ این ما هستیم که اینترنت را با قدرتمان کنترل و مدیریت می‌کنیم؛ بنابراین، سعی نکنید مردم ایران را تحریک کنید که …
حالا کدام کشور است که در فهرست تحریم است؟ ایران؟ آمریکا؟
ما آن‌ها را می‌چپانیم توی لیست.
خداحافظ.
این کار از طریق تغییر در سامانه نام دامنه‌های توییتر انجام شده‌است.

### بایدو
این گروه در صبح روز سه‌شنبه ۲۲ دی ۱۳۸۸ در اقدامی دیگر بایدو، بزرگ‌ترین موتور جستجوگر چینی را هک کردند. طبق پیغامی که آنان پس از هک وبگاه بایدو گذاشتند، عنوان شده بود: 
ارتش سایبری ایران در اعتراض به دخالت‌های سایت‌های بیگانه و صهیونیستی در امور داخلی کشورمان و پخش اخبار دروغ و تفرقه‌برانگیز راه‌اندازی شده‌است
این اقدام به ایجاد یک جنگ سایبری میان ایران و چین انجامید و گروهی از هکرهای چینی به نام «اتحادیه هانکر» وبگاه‌های رسمی حکومت ایران از جمله وبگاه رسمی ریاست جمهوری و رهبری را هک کردند.

### رادیو زمانه
روز ۱۰ بهمن ۱۳۸۸ ارتش سایبری ایران وبگاه رادیو زمانه را هک کرده، صفحه اول آن را با تصویری منقش به پرچم جمهوری اسلامی ایران، عبارت «یا حسین (ع)» و «خلیج فارس» جایگزین کرده‌است. ارتش سایبری ایران در پیامی در رادیو زمانه که وابسته به دولت هلند است، آورده: 
«ارتش سایبری ایران به تمام مزدوران وطن فروش هشدار می‌دهد که در دامان اربابان خود نیز آن‌ها را راحت نمی‌گذارد.»
اطلاعات دریافتی حاکی از آن است که این حمله از ابعاد گسترده‌ای برخوردار بوده و ظاهراً باعث شده که کلیه اطلاعات این وبگاه از روی سرور آن پاک شود.

### خبرنامه امیرکبیر
سایت «خبرنامه امیرکبیر» شامگاه ۱۷ بهمن ۱۳۸۸ هک شد.
به گزارش خبرنگار پارسانیوز، گروه «ارتش سایبری ایران» که پس از وقایع اخیر بعد از انتخابات ریاست جمهوری به فعالیت خود رنگ و بویی دیگر داده‌است وب سایت «خبرنامه امیرکبیر» را هک کرده و در صفحه اول آن، تصویری منقش به پرچم «یا حسین (ع)» و «فإن حزب‌الله هم الغالبون» را جایگزین کرده‌است.
به گزارش پارسانیوز، در بخش انتهایی تصویر جایگزین شده در صفحه اصلی خبرنامه امیرکبیر شعری با مضمون «اگر فرمان دهد رهبر، بتازیم & اگر او خواهد از ما، سر ببازیم، اگر صبر و قرار از ما بخواهد، بنشینیم و بسوزیم و بسازیم» آمده‌است.

### وبگاه رسمی سازگارا
ارتش سایبری در ۲۱ بهمن ۱۳۸۸ سایت محسن سازگارا را هک و پیغامی بدین مضمون در صفحه هک شده درج کردند:
در حالیکه آقای محسن سازگارا به آموزش جلوگیری از هک شدن توسط ارتش سایبری ایران مشغول بود، ارتش سایبری ایران فقط و فقط برای اثبات پوچ بودن حرف اینگونه افراد این سایت را هک نمود.

### سایت جنبش راه سبز (جرس)
در ۲۳ بهمن ۱۳۸۸ سایت جرس نیوز که اخبار جنبش سبز را منتشر می‌کند توسط ارتش سایبری هک شد. در صفحهٔ اصلی سایت جرس هم پیام‌هایی به عنوان دلایل هک سایت قرار دادند:
به احترام رفراندومی که در ۲۲ بهمن برگزار شد و مردمی که رأی دادند و به احترام ملتی بزرگ و وطنی به نام ایران.
بیشتر از این مهره افرادی که خود در آمریکا در امن و امان به سر می‌برند و از شما بعنوان مهره استفاده می‌کنند، نباشید.

### تک‌کرانچ
وبگاه اروپایی تک کرانچ در سپتامبر ۲۰۱۰ به دست ارتش سایبری ایران هک شد و مراجعه‌کنندگان به این سایت پس از ورود به یک سرور مخرب هدایت می‌شدند که این سرور با بررسی رایانه‌های کاربران، درصدد شناخت نقاط ضعف احتمالی و نفوذ و نصب برنامه‌های مخرب بر روی آن‌ها می‌نموده‌است.

### سایت صدای آمریکا
سایت صدای آمریکا و ۹۵ سایت وابسته به آن در روز ۳ اسفند ماه ۱۳۸۹ توسط ارتش سایبری ایران هک شد و مخاطبان این سایت‌ها با مراجعه به این سایت‌ها با آرم ارتش سایبری و جملهٔ «ثابت کرده‌ایم که می‌توانیم» مواجه می‌شدند. همچنین متنی در این سایت با خطاب نمودن هیلاری کلینتون وزیر سیاست خارجی آمریکا قرار داده‌اند که عبارت است از: خانم کلینتون می‌خواهی صدای ملت‌های مظلوم را بشنوی؟
ملت‌های اسلامی دیگر حیله‌گری‌های آمریکا را باور نمی‌کنند، ما از شما می‌خواهیم که به دخالت در کشورهای اسلامی ادامه ندهید.
صدای آمریکا عنوان کرد که ارتش سایبری در دسترسی به سیستم کامپیوتری داخلی سایت صدای آمریکا شکست خورد ولی با دسترسی به یک سیستم کامپیوتری بیرونی که سرور آدرس‌های اینترنتی را اداره می‌کرده‌است، آدرس‌های اینترنتی را به سوی آدرس‌های خود تغییر مسیر داد

### وبگاه تلویزیون دولتی جمهوری آذربایجان
۲۰ اردیبهشت ۱۳۹۰ وبگاه رسمی تلویزیون دولتی آذربایجان توسط ارتش سایبری جمهوری اسلامی ایران هک شد. این حمله که از نوع تغییر ظاهری صفحه اول یا دیفیس صورت گرفت بازتاب گسترده‌ای در روزنامه‌ها و خبرگزاری‌های جمهوری آذربایجان داشت. ارتش سایبری ایران دلیل انجام این حرکت را اعتراض به سیاست‌های ضد ایرانی این تلویزیون حکومتی اعلام کرد.

## حملات بزرگ
به گفته کارشناسان حملات ارتش سایبری ایران پس از سال ۹۰ با تغییر ماهیت مواجه شده و عملیات‌های این گروه ایرانی علاوه بر مرموزتر شدن از قدرت بیشتری نسبت به دهه ۸۰ خورشیدی برخوردار است.
حمله به موسسات مالی و سدهای آمریکا:
سد بومن اونیو در نزدیکی شهر نیویورک و چند بانک ایالات متحده آمریکا توسط هکرهای ارتش سایبری ایران مورد حملات شدیدی قرار گرفتند که به گفته مقامات این کشور نتیجه‌اش خسارات قابل توجهی به بخشی از زیر ساخت‌ها بوده‌است. دولت آمریکا ۵ فروردین ۱۳۹۵ در بیانیه ای ارتش سایبری ایران را مسئول مستقیم این خرابکاری اعلام کرد.
حمله به مراکز علمی آمریکا:
حمله ارتش سایبری ایران در فروردین ۱۳۹۷ به مراکز داده و دانشگاه‌های کشور آمریکا سبب شد تا این کشور ده نفر از هکرها و مسئولان ایرانی مرتبط با این حمله را تحریم کند. به گفته کارشناسان امنیتی ایالات متحده آمریکا، در حمله ارتش سایبری ایران به پایگاه داده مشترک موسسات آموزشی این کشور خسارت‌های مالی و اطلاعاتی زیادی وارد شده‌است.
حمله به اطلاعات تروریست‌های داعشی:
این عملیات به مدت ۲ سال از سوی ایران علیه تروریست‌های داعشی اجرا می‌شده‌است. این عملیات اولین بار توسط محققان شرکت امنیتی" Checkpoint Software Technologies" در اگوست ۲۰۱۸ اعلام گردید. مهاجمان به‌طور کامل به پیام‌های اس‌ام‌اس، ام ام اس، سوابق تماس تلفنی، لیست مخاطبان، تاریخچه مرورگر و بوک مارک‌ها، ذخیره‌سازی‌های خارجی، لیست برنامه‌ها، محتوای کلیپ بورد، موقعیت مکانی جغرافیایی و عکس‌های دوربین و همچنین ضبط صدای فراگیر دسترسی دارند.

## تولید بات مخرب
وبگاه zednet اعلام کرده ارتش سایبری ایران در اکتبر ۲۰۱۰ اقدام به تولید بات مخرب برای سیستم عامل ویندوز کرده‌است. این بات تا به حال ۴۰۰۰۰۰ مرتبه دانلود شده‌است و پیش‌بینی می‌شود این بات ۲۰ میلیون سیستم را آلوده کند.

## شیوه‌های مبارزه سایبری
برخی از شیوه‌های شناخته شده مبارزه سایبری از این قرارند:
1. استفاده از سلاح‌های الکترومغناطیسی (به غیر از اتمی)
2. توافق جعلی ترک افزارهای رایانه
3. مخابره اطلاعات از طریق تلگراف رادیو بی‌سیم
4. ایجاد ویروس‌های رایانه
5. جمع‌آوری و استفاده از اطلاعات سایبری
6. شناسایی ابزارهای رایانه ای و اینترنت

## قتل فرمانده این نیروها
قتل مشکوک محمدحسین تاجیک مورخ ۱۱ مهر ۱۳۹۵ در رسانه‌های داخلی ایران بازتاب نداشت.

## اظهار نظرها
به دلیل گستردگی و پیچیدگی حملات سایبری ایران به دانشگاه‌های ایالات متحده، هفته‌نامه نیوزویک، هکرهای ایرانی را بهترین‌های جهان خواند و ارتش سایبری ایران را خطری بزرگتر از چین، روسیه و کره شمالی برای ایالات متحده عنوان کرد.
شرکت نرم‌افزاری چک پوینت، یکی از گروه‌های هکری ایران را لشکری با ۹ جان، توصیف کرد.
در سال ۲۰۱۳ یک ژنرال سپاه پاسداران انقلاب اسلامی اظهار داشت «ایران چهارمین ارتش سایبری قدرتمند دنیا را داراست.»
سایت (TurboFuture) در تاریخ ۷ مارس ۲۰۱۸ ادعا کرد ایران پنجمین ارتش سایبری قدرتمند دنیا را داراست.